# Рождественские приключения Бенджи
«Рождественские приключения Бенджи» (англ. Benji's Very Own Christmas Story) — семейный короткометражный фильм о рождественском путешествии. Просмотр рекомендован для любого возраста. Это третий фильм в серии о приключениях собаки по кличке Бенджи.

## Сюжет
Собака Бенджи с семейством едут в путешествие к Северному полюсу и старый ласковый Санта показывает им, как празднуется рождество в различных национальных культурах.

## Актёрский состав
- Рон Муди — Крис Крингл
- Пэтси Гаррет — в роли самой себя
- Синтия Смит — в роли самой себя
- Бенджи — Бенджи
- Сэди Корр — Pins
- Маркус Пауэлл — Нидлс
- Дип Рой — эльф с ключом

## Дополнительная информация
Премьера фильма состоялась в США 7 декабря 1978 года.
Фильм дважды номинировался на кинопремии: в 1979 году на премию «Эмми» в номинации «за выдающуюся детскую программу» и в 1980 году на премию молодого актёра в номинациях «за лучшее исполнение несовершеннолетней актрисой в кино» и «за лучший телесериал или специальную картину для молодёжи».